# Гурбанов, Садиг Хагверди оглы
Садиг Хагверди оглы Гурбанов (азерб. Sadıq Haqverdi oğlu Qurbanov; род. 12 июля 1972, Алекли, Нахичеванская АССР) — государственный и политический деятель. Депутат Милли Меджлиса Азербайджанской Республики VI и VII созывов, председатель комитета по природным ресурсам, энергетике и экологии. Доктор технических наук.

## Биография
Родился Садиг Гурбанов 12 июля 1972 года в селе Алекли,  Шарурского района, ныне Нахичеванской Автономной Республики Республики Азербайджан. В 1989 году завершил обучение в средней школе в селе Арабянджа и в том же году поступил на механико-математический факультет Бакинского государственного университета. Закончив обучение в 1994 году, он стал диссертантом этого факультета, а также работал лаборантом на кафедре "Теоретическая механика и механика сплошных сред". В 2005 году защитил кандидатскую диссертацию и получил степень кандидата технических наук. С 1997 по 2001 годы проходил обучение на юридическом факультете Бакинского государственного университета. С 2001 по 2004 годы по направлению учился в Академии государственного управления при Президенте на факультете "Государственное и муниципальное управление".
С 1999 по 2006 годы работал в исполнительном секретариате на должности заведующего "отделом межпартийных связей". В 2010 году работала руководителем контрольного сектора в "отделе проблем бедности и политики адресной социальной помощи" Министерства труда и социальной защиты Азербайджана. Работал старшим преподавателем кафедры "Экономическое право" экономического университета. Одновременно являлся заместителем председателя в "Республиканском профсоюзном комитете работников нефтегазовой промышленности Азербайджанской Республики". Соавтор 11 научных статей в области механики и математики, 15 научных работ в области права и книги "комментарий к Трудовому кодексу".
На выборах в Национальное собрание Азербайджана VI созыва, которые прошли в 9 февраля 2020 года, баллотировался по Шабран-Сиязанскому избирательному округу № 54. По итогам выборов одержал победу и получил мандат депутата Милли Меджлиса Азербайджанской Республики. С 10 марта 2020 года приступил к депутатским обязанностям. Является председателем комитета по природным ресурсам, энергетике и экологии.
На VII съезде партии "Новый Азербайджан" (5 марта 2021 года) избран членом правления.
В 2024 году на парламентских выборах в Азербайджане, которые состоялись 1 сентября, одержал победу в Сальянском избирательном округе №64. Официально стал депутатом Милли Меджлиса Азербайджана седьмого созыва, первое заседание которого состоялось 23 сентября 2024 года.
Женат, имеет двоих детей. 